# Boromys offella
Boromys offella é uma espécie de roedor extinto da família Echimyidae.
Era endêmico de Cuba.